# Ritten Sport
Il Ritten Sport, già Sport-Verein Ritten, è una squadra di hockey su ghiaccio di Renon.
Ha sede nella frazione di Collalbo, sede anche del municipio.

## Storia
La società fu fondata nel 1984 (non va confusa con lo Schlittschuh-Club Bozen-Ritten, squadra di Bolzano nata agli albori del campionato italiano) con la denominazione di SV Renon (SportVerein Ritten) per iniziativa dei direttivi di tre società operanti allora sull'altipiano del Renon, ovvero: lo Sport Club Renon (SC Ritten), fresco vincitore della Serie C, l'HC Auna di Sotto (HC Unterinn) e il WSV Corno del Renon (WSV Rittnerhorn). Dal 2004 la denominazione cambiò in Renon Sport (Ritten Sport) e quindi in Ritten Sport Hockey.
I risultati migliori in campionato sono giunti solo nel nuovo millennio, col Renon che tuttavia inizialmente arrivò solamente, in più occasioni, a sfiorare il titolo di Campione d'Italia, con 4 finali scudetto perse prima di arrivare a vincerlo per la prima volta nel 2014, conquistando in questi anni comunque anche due supercoppe italiane oltre che una coppa Italia. Delle quattro finali scudetto perse prima della vittoria del tricolore, tre sono state consecutive: dopo la sconfitta nel 2005/06 contro i Milano Vipers, il Renon perse infatti nel 2007/08 e nel 2008/09 la finale contro la vicina compagine del Bolzano e nel 2009/10 la finale contro l'Asiago Hockey.
Dopo questi insuccessi, il presidente Thomas Rottensteiner dichiarò d'aver allestito una squadra pronta a vincere finalmente lo scudetto nella stagione 2012/13, ma il team si classificò invece solo al quinto posto, uscendo subito ai playoff; mentre per la stagione successiva l'obiettivo dichiarato fu la finale, raggiunta dopo aver concluso la stagione regolare al primo posto. Nella finale affrontò i corregionali del Val Pusteria ed il Renon riuscì a conquistare il titolo, laureandosi così per la prima volta nella sua storia, Campione d'Italia. Nello stesso anno, sempre contro i brunicensi, il team di Collalbo aveva vinto anche la sua seconda coppa Italia. Non riuscirà invece a conquistare la supercoppa l'anno successivo: il trofeo andrà infatti alla squadra di Brunico (finalista come ricordato in ambo le competizioni la stagione precedente) che se lo aggiudicherà però soltanto a 15 secondi dallo scadere, con la rete del decisivo 4-3 messa a segno dal canadese Philip-Michaël Pinard-Devos.
Grazie alla vittoria del campionato, la stagione successiva il Renon fu quindi impegnato, per la prima volta, in una competizione europea: la Continental Cup. Nonostante un cambiamento nella formula del torneo, che permetteva non più a una sola squadra ma a due squadre di potersi qualificare per la SuperFinal e alla non partecipazione dei migliori club europei (impegnati da questa stagione nella neonata CHL), il Renon a sorpresa (dopo aver allestito un roster piuttosto competitivo) non riuscì a qualificarsi per la finale, classificandosi al terzo posto nel girone che ospitò in casa. La squadra di Collalbo in questa stagione vinse comunque la sua seconda coppa Italia consecutiva ed inoltre approdò a una nuova finale scudetto, poi persa (ma solo a gara-7) contro l'Asiago Hockey, team con cui perse lo scudetto (ma allora non vincendo nemmeno una partita) anche 5 anni prima e contro il quale perse pure la partita di Supercoppa giocata all'inizio della stagione successiva. In questa stagione il team di Collalbo ottenne comunque la vittoria della regular season (con ben 100 punti in classifica) ma soprattutto la conquista del secondo titolo di Campione d'Italia, conquistato vincendo, come due anni prima, la finale (terza consecutiva) contro i corregionali del Val Pusteria.
La squadra disputò l'anno successivo la Continental Cup: dopo la vittoria del proprio girone, gli altoatesini si classificarono - prima volta nella loro storia - alla finale continentale, che, per la prima volta, venne disputata proprio in Italia: pur giocando in casa, il team di Collalbo non seppe approfittare dell'occasione e pur con la possibilità di vincere il piatto d'argento con una vittoria nell'ultima partita in programma, i bolzanini si classificarono all'ultimo posto in classifica. Nonostante tali sconfitte, il team di Collalbo si presentò pochi giorni dopo alla final four valida per l'assegnazione dello scudetto (che da questa stagione aveva cambiato formula a seguito della nascita del torneo di AHL) con l'intenzione di vincerla. Dopo aver piegato 5-2 in semifinale il Cortina, gli altoatesini riuscirono a capovolgere il risultato in finale e a battere i padroni di casa per l'Asiago per 3-2 conquistando così il loro terzo scudetto. Dopo aver dominato il torneo di AHL nella stessa stagione, ed in finale sempre contro l'Asiago, gli altoatesini riusciranno a conquistare anche questo trofeo.
Grazie alla conquista dello scudetto, l'anno successivo il Renon giocò nuovamente la Continental, classificandosi alla finale dopo aver raggiunto il secondo posto nel girone disputato ancora tra le mura amiche: la SuperFinal di Minsk però sarà decisamente amara per il team di Collalbo, che come l'anno precedente si classificherà al quarto ed ultimo posto. Riuscirà comunque nell'impresa di vincere nuovamente lo scudetto, surclassando in finale i corregionali del Val Pusteria dopo aver eliminato (all'overtime) il Vipiteno nella final four disputata nuovamente ad Asiago. Contro i vicentini il Renon si scontrerà ancora nella finale della seconda stagione di AHL, che risulterà combattutissima: saranno necessarie sette partite ma alla fine il fattore ghiaccio farà valere il suo peso ed il Renon dovrà abdicare all'Asiago, squadra che aveva dominato il campionato e i precedenti turni di playoff. L'anno seguente il Renon si aggiudicherà il quarto scudetto consecutivo: dopo aver superato, in ambedue le gare, di misura il Vipiteno, la squadra bolzanina sfida in finale ancora l'Asiago. Al 4-3 per il Renon fuori casa, fa seguito un 2-6 per gli ospiti a Collalbo. Il machiavellico regolamento della Federazione non considera però la differenza reti, lo scudetto si aggiudica quindi con il tempo supplementare eventualmente seguito dai tiri di rigore: al 17º minuto dell'overtime Il Renon trova il gol della sudden death, ma pur uscendo travolto da Collalbo vince il suo quinto scudetto.
Il Renon torna a sorpresa (la squadra si era ridimensionata rispetto alle stagioni precedenti e si era classificata quarta in classifica) a disputare una nuova finale scudetto nella stagione 2020/21: dopo aver eliminato il Val Pusteria, in finale la squadra di Collalbo si scontra ancora con l'Asiago: gara-1 viene giocata in Veneto e l'Asiago la vince, al ritorno sul ghiaccio di casa è però il Renon ad ottenere la vittoria, ristabilendo quindi il pareggio nella serie. La decisiva gara-3, giocata ancora ad Asiago in virtù della miglior posizione in classifica dei giallorossi, vede i padroni di casa imporsi nettamente col Renon che non riesce quindi ad agguantare lo scudetto.
Si dovrà attendere cinque anni per rivedere il tricolore tornare sull'altopiano altoatesino, nella stagione 2023/24 (con il campionato di serie A nel frattempo orfano di Asiago, Bolzano e Brunico, iscritte nel campionato di ICE Hockey League:
i Buam guidati in panchina da Tray Tuomie supereranno in finale il Cortina e conquisteranno così il loro 6º titolo italiano. Pochi mesi dopo supereranno gli stessi ampezzani per aggiudicarsi anche il secondo titolo di Alps Hockey League.

## Palaghiaccio
Il Renon gioca le proprie partite casalinghe presso l'Arena Ritten di Collalbo, nella stessa pista ove si disputarono i campionati del mondo di stock sport nel 2008. Nello stesso impianto si disputano anche gare di short track. Il palazzetto, che consta in una capacità di 2.000 posti a sedere, nell'estate 2013 è stato dotato di in nuovo impianto di illuminazione che ha permesso di migliorare l'illuminazione della pista, precedentemente male illuminata.

## Palmarès

### Competizioni nazionali
- Scudetti: 6

2013-14, 2015-16, 2016-17, 2017-18, 2018-19, 2023-24
- Coppe Italia: 3

2009-10, 2013-14 e 2014-15
- Supercoppe italiane: 5

2009, 2010, 2017, 2018, 2019, 2024

### Competizioni internazionali
- Alps Hockey League: 2

2016-17, 2023-24

## Competizioni europee

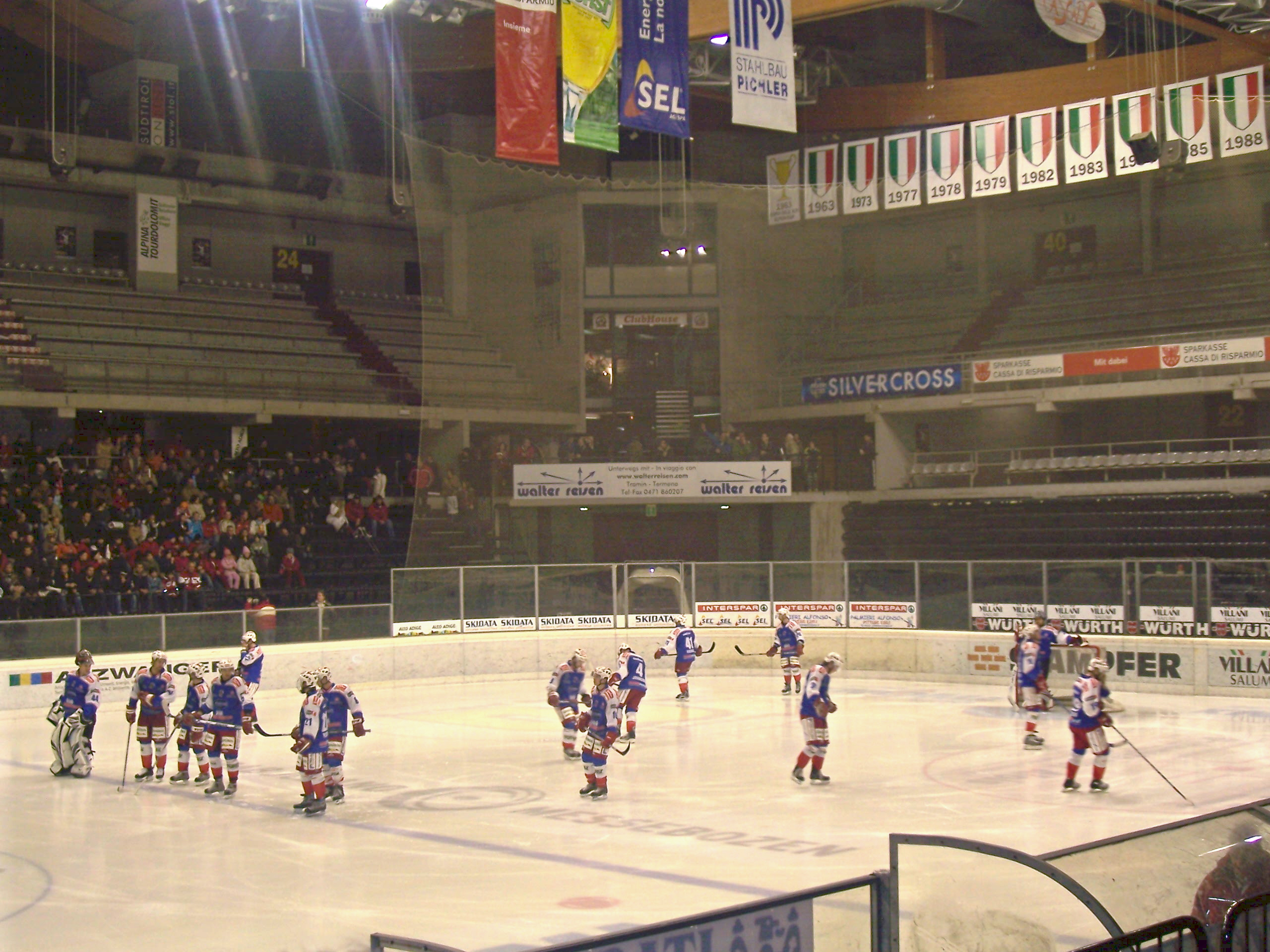
Il Renon alla Sparkasse Arena di Bolzano durante il riscaldamento per l'incontro di campionato 2006-07 contro l'HC Bolzano, perso 6-2, il 30 dicembre 2006

| Stagione  | Competizione         | Città    | Round                    | Club                   | Risultato |
| --------- | -------------------- | -------- | ------------------------ | ---------------------- | --------- |
| 2014-2015 | IIHF Continental Cup | Collalbo | Semifinali – Gruppo D    | Herning Blue Fox       | 5-1       |
| 2014-2015 | IIHF Continental Cup | Collalbo | Semifinali – Gruppo D    | Fischtown Pinguins     | 1-2 dts   |
| 2014-2015 | IIHF Continental Cup | Collalbo | Semifinali – Gruppo D    | Yertis Pavlodar        | 0-4       |
| 2016-2017 | IIHF Continental Cup | Collalbo | Semifinali – Gruppo D    | GKS Tychy              | 4-3       |
| 2016-2017 | IIHF Continental Cup | Collalbo | Semifinali – Gruppo D    | Beibarys Atyrau        | 3-2       |
| 2016-2017 | IIHF Continental Cup | Collalbo | Semifinali – Gruppo D    | HC Shakhtyor Soligorsk | 3-1       |
| 2016-2017 | IIHF Continental Cup | Collalbo | SuperFinal               | Beibarys Atyrau        | 3-2 dtr   |
| 2016-2017 | IIHF Continental Cup | Collalbo | SuperFinal               | Odense Bulldogs        | 1-4       |
| 2016-2017 | IIHF Continental Cup | Collalbo | SuperFinal               | Nottingham Panthers    | 1-4       |
| 2017-2018 | IIHF Continental Cup | Collalbo | Semifinali – Gruppo E    | Brûleurs de Loups      | 2-0       |
| 2017-2018 | IIHF Continental Cup | Collalbo | Semifinali – Gruppo E    | Nomad Astana           | 1-3       |
| 2017-2018 | IIHF Continental Cup | Collalbo | Semifinali – Gruppo E    | DVTK Jegesmedvék       | 3-1       |
| 2017-2018 | IIHF Continental Cup | Minsk    | SuperFinal               | Junost Minsk           | 1-2       |
| 2017-2018 | IIHF Continental Cup | Minsk    | SuperFinal               | Nomad Astana           | 2-3 dtr   |
| 2017-2018 | IIHF Continental Cup | Minsk    | SuperFinal               | Sheffield Steelers     | 0-2       |
| 2018-2019 | IIHF Continental Cup | Collalbo | Secondo turno – Gruppo B | Jesenice               | 6-1       |
| 2018-2019 | IIHF Continental Cup | Collalbo | Secondo turno – Gruppo B | Stella Rossa           | 6-4       |
| 2018-2019 | IIHF Continental Cup | Collalbo | Secondo turno – Gruppo B | MAC Budapest           | 4-1       |
| 2018-2019 | IIHF Continental Cup | Belfast  | Terzo turno – Gruppo E   | GKS Katowice           | 0-4       |
| 2018-2019 | IIHF Continental Cup | Belfast  | Terzo turno – Gruppo E   | Belfast Giants         | 2-6       |
| 2018-2019 | IIHF Continental Cup | Belfast  | Terzo turno – Gruppo E   | Medveščak Zagabria     | 1-3       |

## Roster 2024/2025

### Portieri
- 05  Hannes Treibenreif
- 29  Colin Furlong
- 30  Florian Plattner

### Difensori
- 03  David Tauferer
- 11  Michael Lang
- 18  Hannes Uffelmann
- 21  Mattia Clericuzio
- 26  Marco Marzolini
- 27  Eric Hjorth
- 41  Mads Larsen
- 68  Sebastiano Soracreppa

### Attaccanti
- 05  Paul Prast
- 07  Diego Cuglietta
- 08  Robert Öhler
- 10  Paul Innerhofer
- 12  Jakob Prast
- 16  Alan Lobis
- 22  Markus Spinell
- 23  Simon Kostner
- 37  Manuel Öhler
- 76  Max Oberrauch
- 77  Alex Oberrauch
- 86  Tobias Graf
- 88  Marco Insam
- 91  Kevin Fink
- 92  Adam Giacomuzzi
- 94  Ethan Szypula

### Allenatore
- Jamie Russell